# 미스터 고
《미스터 고》(Mr. Go)는 2013년에 개봉된 대한민국의 영화로, 원작은 만화 《제7구단》이며 2010년 남지현을 주인공으로 캐스팅한 뒤 2011년 6월 크랭크 인할 예정이었지만 3D 촬영과 컴퓨터그래픽 보강 차원에서 크랭크 인을 연기했다.
하지만, 장르의 모호성-지나친 희화화- 고릴라와 소녀의 교감 부족 등으로 흥행에 실패했다.

## 캐스팅
- 성동일 - 성충수 역
- 쉬자오 - 웨이웨이(薇薇) 역
- 김응수 - KBO 총재 역
- 김정태 - 라이벌 구단의 단장 역
- 김희원 - 림 샤오강 역
- 조재윤 - 정형외과 의사 역
- 정인기 - KBO 사무총장 역
- 김흥래 - 미스터고 역
- 김인우 - 요미우리 구단주 역
- 김기천 - 기예할아버지 역
- 김정석 - 두산 베어스 감독 역
- 함진성 - 두산벤치멤버 역
- 곽진무 - 두산벤치멤버 역
- 성민수 - NC 다이노스 감독 역
- 서종철 - NC 벤치멤버 역
- 김상균 - NC 벤치멤버 역
- 김인우 - 요미우리 단장 역
- 이준혁 - 제로즈 역
- 변정현 - 김택균 역
- 안태영 - 안태릉 역
- 요시무라 켄이치 - 주니치 통역 역
- 이대광 - 구단주 보자관 역
- 정다운 - 섹시 댄스녀 역
- 김태준 - 심판 역
- 김효수 - 두산 중견수 역
- 조성구 - 요미우리단장 보좌관 역
- 김강우 - 구단장 역(특별출연)
- 변희봉 - 웨이웨이의 할아버지 역(특별출연)
- 마동석 - 캐스터 역(특별출연)
- 오다기리 조 - 주니치 이토 구단주 역(특별출연)
- 김성주 - 내레이션 역(특별출연)
- 김정은 - 본인 역(특별출연)
- 류현진 - 본인 역(특별출연)
- 추신수 - 본인 역(특별출연)
- 정지윤 - 홈쇼핑 쇼호스트 역(특별출연)
- 김용건 - 두산 베어스 구단주 역(특별출연)